# Key Colony Beach
Key Colony Beach ist eine Stadt im Monroe County im US-Bundesstaat Florida. Das U.S. Census Bureau hat bei der Volkszählung 2020 eine Einwohnerzahl von 790 ermittelt. 

## Geographie
Die Stadt stellt eine Insel der Florida Keys dar, die über den Sadowski Causeway mit Marathon und dem Overseas Highway (U.S. 1/SR 5) verbunden ist. Die Stadt ist etwa 80 km von Key West und 160 km von Miami entfernt.

## Demographische Daten
Laut der Volkszählung 2010 verteilten sich die damaligen 797 Einwohner auf 1431 Haushalte, davon sind die meisten als Zweitwohnsitz genutzte Ferienwohnungen. Die Bevölkerungsdichte lag bei 613,1 Einw./km². 98,6 % der Bevölkerung bezeichneten sich als Weiße, 0,5 % als Afroamerikaner, 0,3 % als Indianer und 0,1 % als Asian Americans. 0,5 % gaben die Angehörigkeit zu einer anderen Ethnie an. 4,0 % der Bevölkerung bestand aus Hispanics oder Latinos.
Im Jahr 2010 lebten in 7,6 % aller Haushalte Kinder unter 18 Jahren sowie 50,7 % aller Haushalte Personen mit mindestens 65 Jahren. 56,7 % der Haushalte waren Familienhaushalte (bestehend aus verheirateten Paaren mit oder ohne Nachkommen bzw. einem Elternteil mit Nachkomme). Die durchschnittliche Größe eines Haushalts lag bei 1,84 Personen und die durchschnittliche Familiengröße bei 2,28 Personen.
7,4 % der Bevölkerung waren jünger als 20 Jahre, 10,7 % waren 20 bis 39 Jahre alt, 27,1 % waren 40 bis 59 Jahre alt und 54,8 % waren mindestens 60 Jahre alt. Das mittlere Alter betrug 62 Jahre. 49,4 % der Bevölkerung waren männlich und 50,6 % weiblich.
Das durchschnittliche Jahreseinkommen lag 2023 bei 94.531 $, dabei lebten 5,1 % der Bevölkerung unter der Armutsgrenze.
Im Jahr 2000 war Englisch die Muttersprache von 89,06 % der Bevölkerung, spanisch sprachen 9,82 % und 1,12 % sprachen französisch.

## Kriminalität
Die Kriminalitätsrate lag im Jahr 2010 mit 174 Punkten (US-Durchschnitt: 266 Punkte) im niedrigen Bereich. Es gab eine Körperverletzung, fünf Einbrüche, 17 Diebstähle und einen Autodiebstahl.